# Gish (Album)
Gish ist das Debütalbum der Smashing Pumpkins.
Es wurde von Dezember 1990 bis März 1991 in Butch Vigs Smart Studios in Madison, Wisconsin aufgenommen. Während der Aufnahmen entstanden starke Spannungen innerhalb der Band. Viele halten die Smashing Pumpkins besonders aufgrund ihrer Alben aus ihrer Frühzeit für eine Grunge-Band, doch durch den psychedelischen Sound, der auf Gish besonders prominent ist, lässt sich die Band eher zum Alternative-Rock bzw. Progressive-Rock-Genre zählen. I Am One, Rhinoceros, Daydream und Bury Me gab es bereits im Jahre 1989 als Demoversionen. Sie wurden für Gish noch einmal neu aufgenommen.
Das Album wurde nach der Stummfilmdarstellerin Lillian Gish benannt.
Folgende Songs wurden für Gish geschrieben, kamen jedoch nicht auf das Album:
- Blue (bereits auf der EP Lull veröffentlicht, später auch auf der Raritätensammlung Pisces Iscariot)
- Obscured (veröffentlicht auf Pisces Iscariot)
- Slunk (veröffentlicht auf der EP Lull)
- Why Am I So Tired? (veröffentlicht auf der Live-CD Earphoria)
- Jesus Loves His Babies (niemals offiziell veröffentlicht; Teil der online erschienenen Raritätensammlung Mashed Potatoes Boxset)
- La Dolly Vita (ursprünglich B-side auf der Single Tristessa, wieder veröffentlicht auf Pisces Iscariot)

## Trackliste
Alle Songs geschrieben von Billy Corgan, außer I Am One (geschrieben von Billy Corgan und James Iha)
1. I Am One – 4:07
2. Siva – 4:20
3. Rhinoceros – 6:32
4. Bury Me – 4:48
5. Crush – 3:35
6. Suffer – 5:11
7. Snail – 5:11
8. Tristessa – 3:33
9. Window Paine – 5:51
10. Daydream – 3:08 (enthält den Hidden Track I’m Going Crazy, ab 2:08)

## Charts und Chartplatzierungen
Album
- 1991: Gish – The Billboard 200: 195

Singles
- 1991: Rhinoceros – Modern Rock Tracks: 27
- 1992: I Am One – UK Singles Charts: 73